# Günther Doberenz
Günther Doberenz (* 25. November 1923 in Chemnitz; † 1999) war ein deutscher Diplomat. Er war Botschafter der DDR in Kuwait.

## Leben
Der gelernte Kaufmann Doberenz wurde im Zweiten Weltkrieg zum Kriegsdienst eingezogen und geriet in britische Kriegsgefangenschaft.
Nach seiner Rückkehr aus der Gefangenschaft war er als Lehrer tätig. Von 1958 bis 1961 war stellvertretender Direktor der Pädagogischen Schule für Kindergärtnerinnen in Waldenburg. 1956 wurde er Vorsitzender des Arbeitskreises der Deutschen Liga für die Vereinten Nationen in Karl-Marx-Stadt und war von 1956 bis 1960 auch Mitglied des Liga-Präsidiums.
1961 trat Doberenz in den diplomatischen Dienst der DDR, zunächst wirkte er von 1961 bis 1963 als leitender Mitarbeiter der Abteilung Südostasien im Ministerium für Auswärtige Angelegenheiten der DDR (MfAA), zuständig für Kambodscha, dann von 1964 bis 1966 als amtierender Leiter der Handelsmission in Kalkutta. 1967/1968 fungierte er als kommissarischer Abteilungsleiter am Institut für Internationale Beziehungen der Deutschen Akademie für Staats- und Rechtswissenschaft in Potsdam-Babelsberg. 1968/69 war er erneut im MfAA tätig. Er wurde 1969 an der Martin-Luther-Universität Halle-Wittenberg über „Die amerikanische Nahostpolitik von 1956–1958“ zum Dr. phil. promoviert. Von Oktober 1969 bis 1972 war er Generalkonsul in Sanaa in der Jemenitischen Arabischen Republik. Danach arbeitete er wieder als Sektorenleiter im MfAA. Von September 1975 bis August 1982 war Doberenz Botschafter in Kuwait. Anschließend wieder im MfAA tätig war er wissenschaftlicher Berater in der Abteilung Naher und Mittlerer Osten.
Doberenz war Mitglied der SED.

## Schriften (Auswahl)
- (zusammen mit Heinz Kawretzke): Die Prinzipien der friedlichen Koexistenz in der Außenpolitik Indiens. In: Deutsche Außenpolitik, Sonderheft 1 (1962), S. 155–164.
- Die amerikanische Nahostpolitik von 1956–1958 (Dissertation, Universität Halle 1969).

## Auszeichnungen
- Banner der Arbeit, Stufe III (1976)